# Smittia parva
Smittia parva är en tvåvingeart som först beskrevs av William Lundbeck 1898.  Smittia parva ingår i släktet Smittia och familjen fjädermyggor.
Artens utbredningsområde är Grönland. Inga underarter finns listade i Catalogue of Life.